# Ms Fnd in a Lbry
Ms Fnd in a Lbry o pronunciada probablemente, Manuscript Found in a Library (Manuscrito encontrado en una biblioteca) es una historia corta satírica de ciencia ficción, escrita por Hal Draper en 1961. Apareció por primera vez en el número de diciembre de 1961 de The Magazine of Fantasy & Science Fiction.

## Trama
La trama trata acerca de un antropólogo proveniente de una civilización extraterrestre que, varios millones de años en el futuro, investiga los restos de nuestra civilización. Resulta que la destrucción de la humanidad se debió a la saturación de información, por la incapacidad de catalogar y recuperar adecuadamente el conocimiento.
El título de la historia corta se debe al hecho de que toda redundancia ha sido quitada de nuestro lenguaje para así hacer que el volumen de información se reduzca. Finalmente la suma de todo el conocimiento humano (el cual era casi infinito) fue guardado en un paquete del tamaño de un cajón mediante procesos subatómicos. De cualquier forma para acceder a esa información se requería utilizar complicados índices, bibliografías, etc., lo cual llegó pronto a superar en cantidad al propio conocimiento.
El uso de índices crece exponencialmente, comprendiendo una seudociudad, luego un seudoplaneta y finalmente una seudogalaxia para guardar la información. En ese punto, se encuentra un caso de referencia circular y la civilización necesita encontrar el primer cajón para encontrar el error. Pero, éste se ha perdido en la seudogalaxia, y pronto toda nuestra civilización se despedaza mientras trata de localizarlo.
El antropólogo se da cuenta de que su propia civilización se dirige, de hecho, hacia el mismo desenlace.